# Mitrophyllum
Mitrophyllum là chi thực vật có hoa trong họ Aizoaceae.

## Hình ảnh

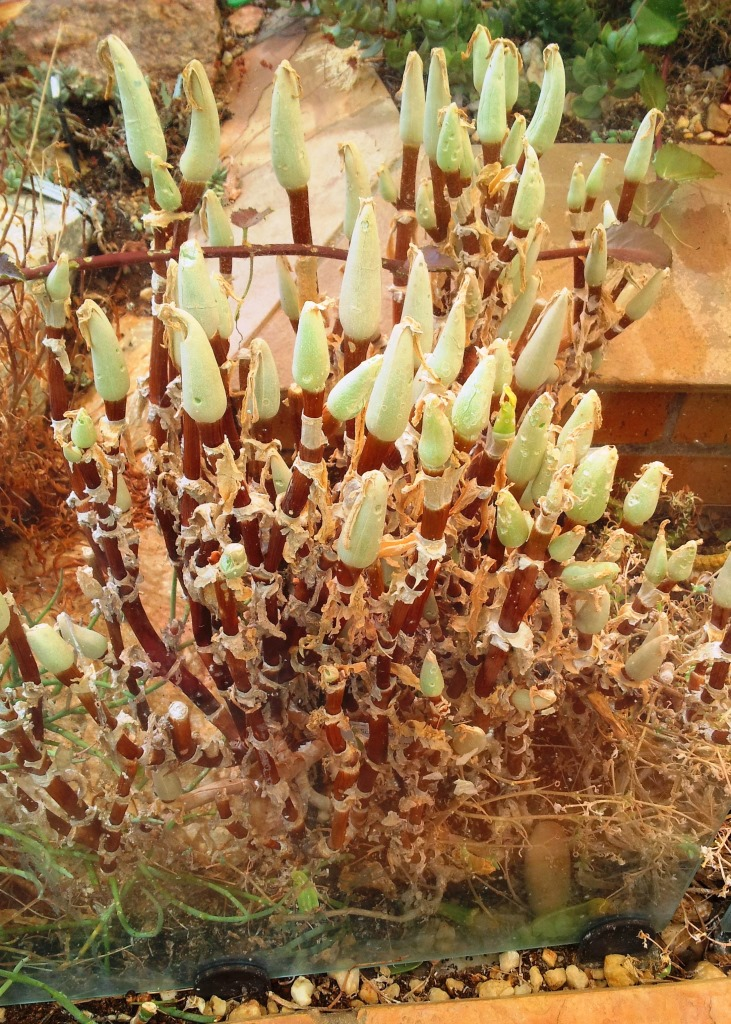
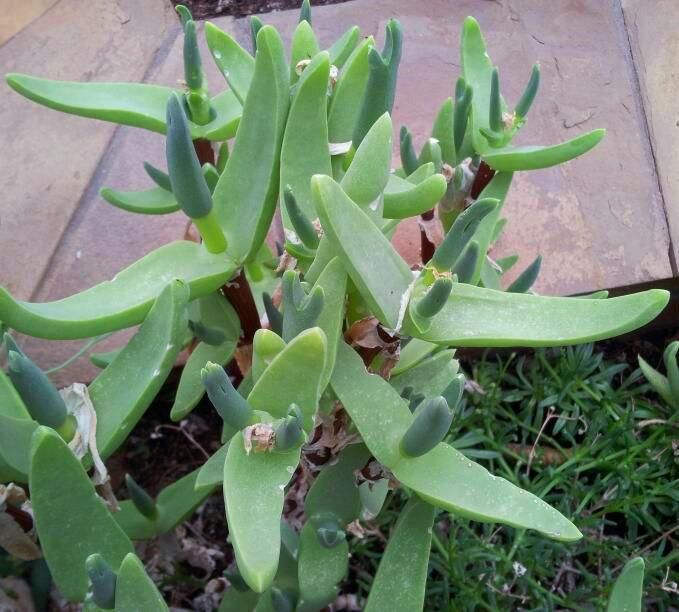